# Hadena detracta
Hadena detracta là một loài bướm đêm trong họ Noctuidae.